# Elecciones complementarias de Chile de enero de 1972
El domingo 16 de enero de 1972 se efectuaron elecciones parlamentarias complementarias para llenar la vacancia de un senador en la 5° Agrupación Provincial (O'Higgins y Colchagua) y de un diputado en la 14° Agrupación Departamental (Linares, Loncomilla y Parral), en la zona central de Chile.
La importancia de estas elecciones es el encuentro polarizante entre el gobierno (Unidad Popular) y la oposición. El decreto de convocatoria a las elecciones fue promulgado el 3 de noviembre de 1971.

## Candidatos

### Para senador

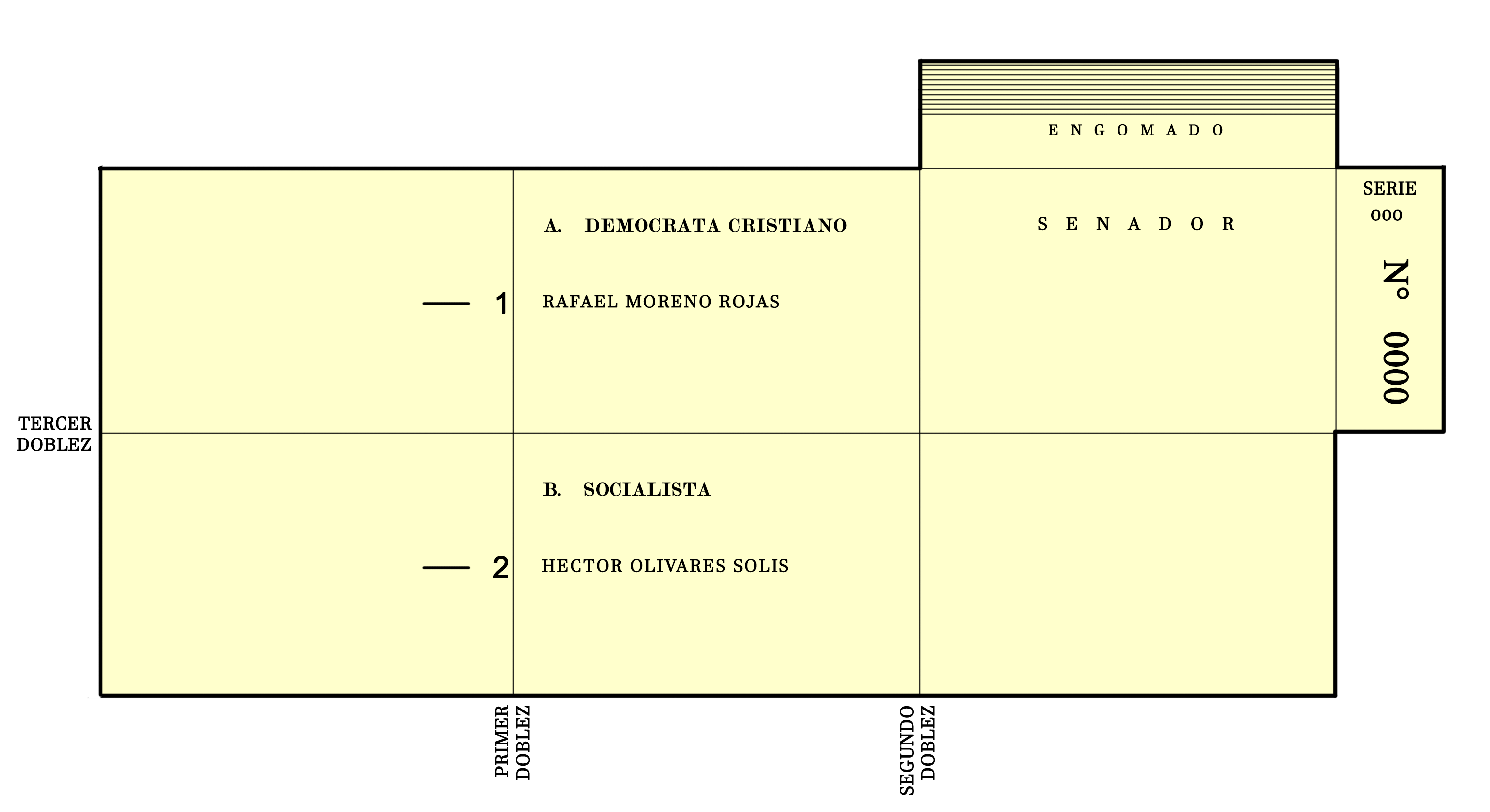
Voto utilizado en la elección de senador.

Para la elección de senador (por vacancia debido al fallecimiento del senador democratacristiano José Manuel Isla el 17 de octubre de 1971) se presentó el militante del Partido Demócrata Cristiano (PDC) Rafael Moreno Rojas, nominado por el Consejo Nacional del PDC el 17 de noviembre de 1971 y era apoyado por los demás partidos de oposición. Su generalísimo de campaña era el senador Ricardo Valenzuela Sáez.
Por la Unidad Popular se presentó Héctor Olivares Solís, presidente de la Confederación de Trabajadores del Cobre y diputado por Rancagua. Fue proclamado candidato por la UP el 7 de diciembre de 1971 y su generalísimo de campaña era el senador Anselmo Sule. Su candidatura fue inscrita en la Dirección del Registro Electoral el 27 de diciembre.

### Para diputado

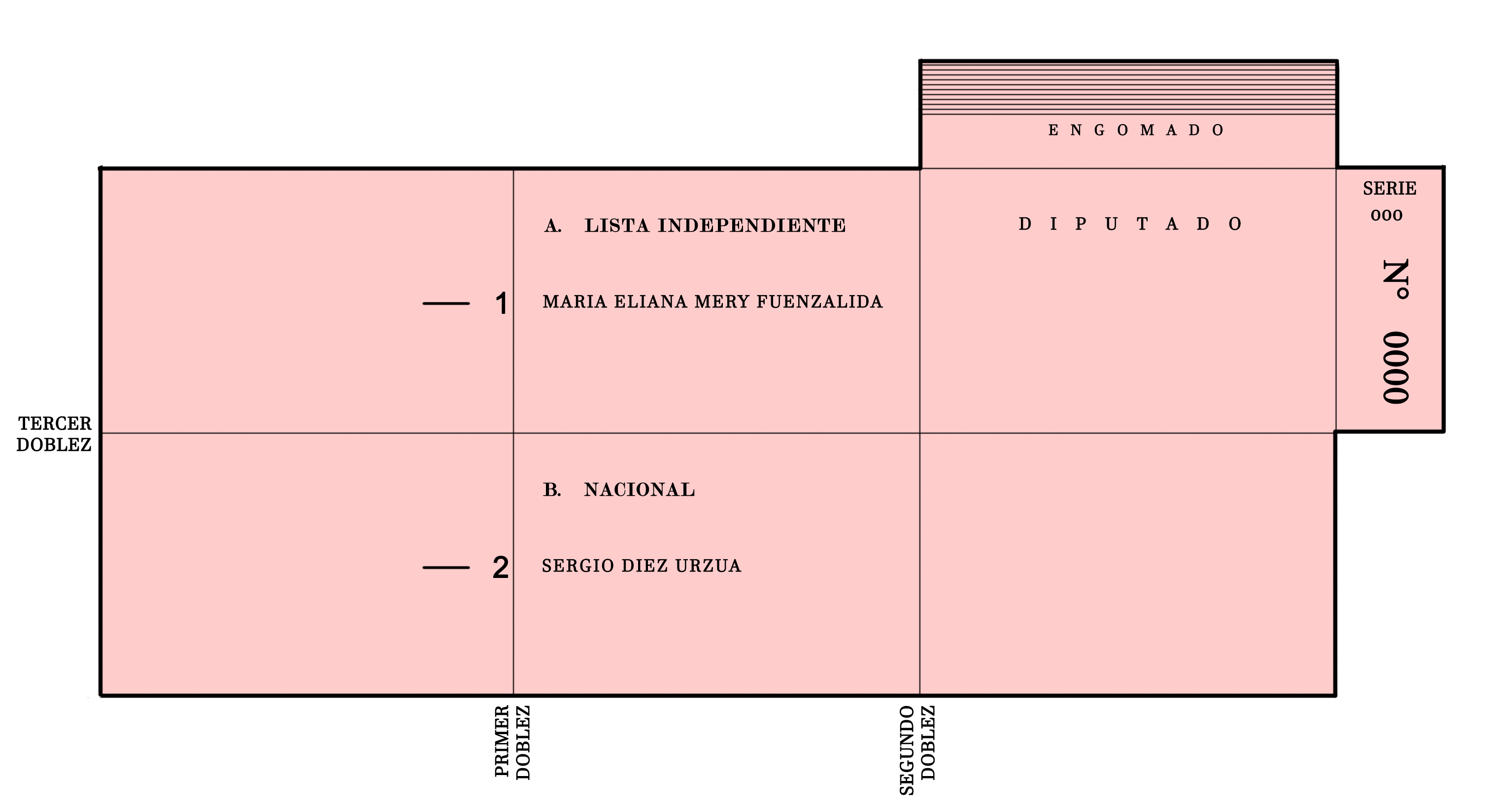
Voto utilizado en la elección de diputado.

La vacancia de un escaño de diputado por Linares se produjo por el autoexilio del diputado Carlos Avendaño Ortúzar (PN), quien se radicó en Australia el 24 de octubre de 1970, y al haberse ausentado del país durante más de un año sin la autorización respectiva del Congreso Nacional, fue notificado su abandono del cargo el 25 de octubre de 1971. Como candidato se presentó Sergio Diez, del Partido Nacional, quien fue apoyado por la oposición al gobierno de la Unidad Popular; inicialmente se había propuesto también la candidatura de Rafael Moreno Rojas (PDC), quien finalmente fue nominado como candidato en la elección senatorial de O'Higgins y Colchagua. Su candidatura fue anunciada oficialmente el 1 de diciembre de 1971 e inscrita en la Dirección del Registro Electoral el 24 del mismo mes, y su generalísimo de campaña fue Fernando Ochagavía.
Por la Unidad Popular inicialmente se planteaban los nombres de Bosco Parra (IC) y Enrique Brickmann (API). Finalmente se presentó la candidatura de María Eliana Mery (IC), hermana de Hernán Mery, jefe de la Corporación de la Reforma Agraria (CORA) en la zona, asesinado por terratenientes el 30 de abril de 1970; su generalísimo de campaña era el senador Alberto Jerez y fue proclamada candidata por la UP el 7 de diciembre de 1971. Dado que el partido Izquierda Cristiana aun no estaba constituido legalmente ante la Dirección del Registro Electoral, Mery fue inscrita el 27 de diciembre como candidata independiente.

## Campaña
El 29 de diciembre de 1971 se realizó en la Dirección del Registro Electoral el sorteo de ubicación de los candidatos en las cédulas de votación: en el caso de la elección de senador, en primer lugar quedó Rafael Moreno (PDC) seguido de Héctor Olivares (UP), y en la elección de diputado María Eliana Mery (UP) y Sergio Diez (PN) ocuparon el primer y segundo puesto, respectivamente. El voto en la elección de senador era de color amarillo y el de la elección de diputado fue impreso en papel de color rosado; se imprimieron 230 mil y 90 mil cédulas, respectivamente.
La propaganda política en televisión se inició el 1 de enero de 1972 a las 14:00, luego del sorteo realizado en el despacho del ministro de Educación (que actuaba como presidente del Consejo Nacional de Televisión) el 30 de diciembre de 1971. Para la elección de senador, el primer espacio correspondía a Rafael Moreno y el segundo para Héctor Olivares, mientras que en la elección de diputado el primer programa de propaganda fue asignado a María Eliana Mery y el segundo a Sergio Diez.
La campaña se desarrolló en un clima de beligerancia que en el caso de la elección en Linares tuvo mayor efervescencia, particularmente por el hecho de que la UP formó un frente electoral con el Movimiento de Izquierda Revolucionaria (MIR), que poseía fuerte presencia en los movimientos campesinos de la zona. El Movimiento Campesino Revolucionario (MCR), uno de los frentes de masas del MIR, mediante un comunicado publicado el 15 de diciembre de 1971 entregó su apoyo a las candidaturas de Olivares y Mery.
El 1 de enero de 1972 el alcalde de Linares, Williams Rebolledo (militante del Partido Nacional), entregó su apoyo públicamente a María Eliana Mery señalando que «respaldaba la política progresista del gobierno y no de la reacción». El 15 de enero, un día antes de la elección, María Cristina Mery, hermana de la candidata María Eliana Mery, le entregó su apoyo al candidato opositor, Sergio Diez.

## Resultados
Los resultados de ambas elecciones son los siguientes:
|  | 54.59 % |

|  | 45.41 % |

### O'Higgins y Colchagua
|  | 53.18 % |

|  | 46.82 % |

El resultado a nivel de comunas fue el siguiente:
| Comuna                           | Moreno | Olivares | Blancos | Nulos | Total   |
| -------------------------------- | ------ | -------- | ------- | ----- | ------- |
| Comuna                           |        |          | Blancos | Nulos | Total   |
| Provincia de O'Higgins           |        |          |         |       |         |
| Rancagua                         | 14 996 | 16 061   | 104     | 203   | 31 364  |
| Machalí                          | 2345   | 4356     | 20      | 31    | 6752    |
| Graneros                         | 2498   | 2576     | 21      | 15    | 5110    |
| Codegua                          | 672    | 789      | 2       | 9     | 1472    |
| Mostazal                         | 2143   | 1830     | 12      | 27    | 4012    |
| Doñihue                          | 1845   | 2170     | 10      | 13    | 4073    |
| Coltauco                         | 1348   | 1327     | 7       | 15    | 2697    |
| Rengo                            | 4817   | 5056     | 29      | 54    | 9956    |
| Quinta de Tilcoco                | 1338   | 987      | 7       | 13    | 2345    |
| Sewell                           | 672    | 1431     | 3       | 10    | 2116    |
| Requinoa                         | 1904   | 1756     | 8       | 16    | 3684    |
| Olivar                           | 833    | 895      | 9       | 13    | 1750    |
| Coinco                           | 1162   | 769      | 10      | 10    | 1951    |
| Malloa                           | 1754   | 1255     | 17      | 12    | 3033    |
| San Vicente                      | 5658   | 3301     | 35      | 31    | 9025    |
| Pichidegua                       | 1968   | 1181     | 10      | 9     | 3168    |
| Peumo                            | 1955   | 1609     | 9       | 15    | 3643    |
| Las Cabras                       | 1919   | 1056     | 12      | 34    | 3021    |
| Total provincial                 | 49 827 | 48 465   | 325     | 615   | 99 232  |
| Provincia de Colchagua           |        |          |         |       |         |
| San Fernando                     | 7703   | 6639     | 137     | 84    | 14 569  |
| Placilla                         | 921    | 654      | 4       | 2     | 1581    |
| Chimbarongo                      | 2572   | 2296     | 11      | 24    | 4903    |
| Nancagua                         | 1507   | 1701     | 17      | 18    | 3243    |
| Santa Cruz                       | 3313   | 2443     | 22      | 30    | 5808    |
| Lolol                            | 1007   | 410      | 4       | 2     | 1423    |
| Chépica                          | 1511   | 1201     | 12      | 10    | 2734    |
| Tunangue                         | 651    | 277      | 7       | 0     | 935     |
| Paredones                        | 935    | 441      | 18      | 0     | 1394    |
| Palmilla                         | 1666   | 1377     | 11      | 8     | 3062    |
| Rosario de Lo Solís              | 852    | 213      | 5       | 4     | 1074    |
| Pichilemu                        | 1378   | 512      | 9       | 4     | 1905    |
| Marchigüe                        | 1010   | 442      | 5       | 3     | 1460    |
| La Estrella                      | 1295   | 383      | 11      | 7     | 1696    |
| Peralillo                        | 1456   | 884      | 8       | 6     | 2364    |
| Total provincial                 | 27 787 | 19 873   | 287     | 201   | 48 151  |
| Total general                    | 77 614 | 68 338   | 612     | 731   | 147 295 |
| Fuente: Ministerio del Interior. |        |          |         |       |         |

### Linares
|  | 58.62 % |

|  | 41.38 % |

El resultado a nivel de comunas fue el siguiente:
| Comuna                           | Diez   | Mery   | Blancos | Nulos | Total  |
| -------------------------------- | ------ | ------ | ------- | ----- | ------ |
| Comuna                           |        |        | Blancos | Nulos | Total  |
| Departamento de Linares          |        |        |         |       |        |
| Linares                          | 10 503 | 7712   | 62      | 111   | 18 388 |
| Longaví                          | 2013   | 1547   | 15      | 20    | 3595   |
| Yerbas Buenas                    | 1225   | 836    | 12      | 9     | 2082   |
| Colbún                           | 1544   | 1562   | 20      | 18    | 3144   |
| Departamento de Loncomilla       |        |        |         |       |        |
| San Javier                       | 4833   | 3453   | 33      | 44    | 8363   |
| Villa Alegre                     | 2383   | 1679   | 16      | 48    | 4126   |
| Departamento de Parral           |        |        |         |       |        |
| Parral                           | 5811   | 3439   | 47      | 72    | 9369   |
| Retiro                           | 1677   | 937    | 7       | 11    | 2632   |
| Total general                    | 29 989 | 21 165 | 212     | 333   | 51 699 |
| Fuente: Ministerio del Interior. |        |        |         |       |        |

## Reacciones
Los dirigentes de la oposición señalaron que, frente al resultado, el Gobierno debía meditar. Debía buscar un camino de consenso político y evitar el enfrentamiento entre la ciudadanía. El presidente del Partido Demócrata Cristiano, Renán Fuentealba Moena, señalaba que "la amplia victoria obtenida por las fuerzas democráticas exige una rectificación de los errores del Gobierno de la Unidad Popular".
El senador Carlos Altamirano (PS) reconoció el resultado de las elecciones como una "derrota transitoria". El diario oficialista La Nación señalaba que "el resultado de las elecciones no varía en nada la situación nacional y no detendrá el progreso hacia las metas programadas".
Tanto Rafael Moreno como Sergio Diez asumieron sus escaños en el Senado y la Cámara de Diputados, respectivamente, el 7 de marzo de 1972.